# 蕃薯藤
蕃薯藤為台灣一個網際網路入口網站。

## 歷史
蕃薯藤之創立者為陳正然。蕃薯藤前身為「台灣社會文化網路」，於1993年10月創立，以為弱勢團體架設網站為宗旨。1994年底，陳正然、蕭景燈與吳俊興開始推動蕃薯藤網站。1995年8月，蕃薯藤正式推出搜尋引擎，從此打響名聲。
1994年，在多位不願曝光的企業財團資金支持下，陳正然分別成立蕃薯藤與開拓文教基金會；前者以聲援弱勢團體為宗旨，後者以收集台灣史史料為宗旨。1997年，蕃薯藤獲得民主進步黨新潮流系免費提供辦公室，引起外界質疑：中華民國視訊網路協會理事長李世勛說，蕃薯藤主要成員均是當年野百合學運參與者，與民進黨淵源甚深，再加上目前辦公室由民進黨免費提供，「易遭外界認為富有濃厚的民進黨政治色彩」；陳正然回應，民進黨「不能、也不會」利用蕃薯藤資源，不做商業化活動是蕃薯藤不變的堅持，「除非商業化能夠顧及原始理念」。
2000年9月，昱泉國際與蕃薯藤數位科技合資成立「昱藤數位人力資源服務股份有限公司」。
2006年9月1日，蕃薯藤數位科技所經營的yam.com入口網站由「網絡數碼股份有限公司」（Webs-TV Inc.）所收購。2007年3月，網絡數碼更名為「天空傳媒股份有限公司」（webs-tv inc.），並以「yam天空」做為全新的品牌識別系統，網址統一使用原蕃薯藤網址「yam.com」。2008年1月11日，蕃薯藤數位科技經臺北市政府核定解散。2010年10月，天空傳媒入口網站改回蕃薯藤品牌，以「yam蕃薯藤」做為全新的企業識別系統。

## 基本資料
- 成立時間：1998年11月17日（改制為公司）
- 創辦人：陳正然、蕭景燈、吳俊興（現任教於國立高雄大學資訊工程學系）
- 批踢踢創辦人杜奕瑾於1998年加入，為其網路社群創辦人。
- 賣蕃天創辦人劉永信於1998年加入，為其電子商務創辦人。
- 資本額：新台幣268,408,000元整。
- 營業項目：入口網站“yam.com”（2006年9月由網絡數碼收購）、網路廣告與整合行銷、電子商務、網路應用整合服務（4C-ASP）、Wireless LAN。

## 中國大陸封鎖
依據GreatFire測試，蕃新聞在中國大陸被當局的網墻封鎖，即當地網民無法正常訪問該網域，自有記載（2011年）或更早起遭受封鎖至今。

## 外部連結
- 小番薯 （页面存档备份，存于）